# Alfred Thorwarth
Alfred Thorwarth (* 14. März 1938; † 6. Mai 2018 in Pulheim-Brauweiler) war ein deutscher Fernsehredakteur, der maßgeblich an der Etablierung von Natur- und Umweltschutz-Themen im deutschen Fernsehen beteiligt war.

## Leben und Wirken
Nach seiner Arbeit bei der Deutschen Welle wurde Thorwarth 1969 Redakteur bei der neugegründeten Hauptabteilung Wissenschaft beim Westdeutschen Rundfunk. 1978 moderierte er gemeinsam mit Dieter Kaiser das Umweltmagazin Arche 2000. 1979 übernahm er die Leitung der Programmgruppe Weiterbildung und Freizeit beim WDR. Von 1980 bis 1983 war er Geschäftsführer der Projektgruppe Regionalisierung/Dezentralisierung, die mit der Planung für den Bau der Landesstudios und die Entwicklung der Regionalprogramme beauftragt war. 1981 kreierte Thorwarth das Umwelt- und Wissenschaftsmagazin Globus, das ab 1982 ausgestrahlt und ab 2003 durch die Sendung W wie Wissen ersetzt wurde. Moderiert wurde es im Wechsel von Ranga Yogeshwar, Jean Pütz, Hartmut Stumpf, Dieter Kuhr und Thorwarth selbst. 1983 wurde Thorwarth unter Jochen Denso stellvertretender Leiter des WDR-Landesstudios Köln. 1989 leitete er die Programmgruppe Wissenschaft/Ökologie und 1993 wurde er stellvertretender Leiter des Programmbereichs Kultur und Wissenschaft. Im April 2001 ging Thorwarth in den Ruhestand. 
Besonders fasziniert war Thorwarth von den Meeren. So wirkte er 1985 in der vierteiligen Reihe Unternehmen Tiefsee und 1992 in der achtteiligen Fernsehreihe Mittelmeer 2000 mit, zu der er auch das Begleitbuch schrieb.
Thorwarth wurde im Friedwald Bad Münstereifel beigesetzt.